# Béjar
Béjar est une commune de la province de Salamanque dans la communauté autonome de Castille-et-León en Espagne.

## Histoire

### Moyen Âge
Les origines proprement dites datent chronologiquement aux environs de la seconde moitié de l'année 1208. L'emplacement privilégié de la ville est un point défensif clé entre le plateau nord et sud - dans une période durant laquelle Alfonso VIII craignait les avancées musulmanes ; de plus, il y avait aussi les circonstances qui faisaient que Béjar était frontalière au Royaume de León - suppose une inclination à sa fondation. Sa première trace écrite se situe au 5 février 1209, dans un document à l'intérieur duquel le monarque Alphonse VIII de Castille démarque la limite entre la municipalité d'Ávila et celle de Béjar. 
La terre de Béjar a été séparée de l'énorme municipalité d'Ávila entre 1205 et 1209. 
Les musulmans, les juifs, et les chrétiens coexistèrent à Béjar pendant plusieurs siècles.
La ville cessa d'être un territoire royal en 1396, pour se convertir en seigneurie personnelle au moyen d'un échange avec la ville de Frías, Béjar étant cédée d'Henri III de Castille à Diego López de Zúñiga. Cet échange est interprété par Salgado Fuentes comme l'élément clé de la dépendance ultérieur de Béjar à Salamanque par le vote de Cortes en 1425.

## Patrimoine
- La ville s'est beaucoup détériorée depuis la fin de l'industrie textile. De nombreux bâtiments sont à l'abandon.
- Le palais ducal de Béjar domine la ville depuis le XVIe siècle.

## Personnalités liées
- Aurora Calvo Hernández-Agero (1901-1933), née et morte à Béjar, laïque, catéchiste, réputée pour sa sainteté, proclamée vénérable par le pape François[1],[2].

## Sports
Arrivées du Tour d'Espagne :
- 2006 :  Danilo Di Luca